# Panix
Panix (rétorománsky Pass dil Veptga, německy Panixerpass) je průsmyk ve Švýcarských Alpách spojující kantony Glarus a Graubünden. Průsmyk býval významnou obchodní stezkou spojující Glarus s Itálií. Je neprůjezdný.